# Список наград и номинаций фильма «Злая: Сказка о ведьме Запада»
«Зла́я: Ска́зка о ве́дьме За́пада» (англ. Wicked, также известен как англ. Wicked Part I) — американский музыкальный фэнтезийный фильм режиссёра Джона М. Чу и сценаристов Винни Хольцман и Дэны Фокс. Проект является экранизацией первого акта мюзикла «Злая» за авторством Стивена Шварца и Хольцман; мюзикл — вольная адаптация одноимённого романа Грегори Магуайра, который, в свою очередь, основан на книге «Удивительный волшебник из страны Оз» Л. Фрэнка Баума, её продолжениях и экранизации 1939 года.
Синтия Эриво сыграла Эльфабу Тропп, а Ариана Гранде — Галинду Апленд; также в фильме снимались Джонатан Бейли, Итан Слейтер, Боуэн Янг, Марисса Боде, Питер Динклэйдж, Мишель Йео и Джефф Голдблюм. Сюжет разворачивается в стране Оз задолго до прибытия туда из Канзаса Дороти Гейл и рассказывает об Эльфабе, будущей Злой Ведьме Запада, и её дружбе с Галиндой, будущей Доброй Ведьмой Севера Глиндой.
Компания Universal Pictures и Марк Платт объявили о разработке киноверсии мюзикла в 2012 году. В 2021 году, после продолжительного производства и волны переносов, вызванной пандемией COVID-19, Чу был назначен режиссёром, а Эриво и Гранде получили главные роли. Во избежание вырезания важных для сюжета моментов, а также ради расширения истории и взаимоотношений персонажей, фильм был разделён на две части. Съёмки начались в Англии в декабре 2022 года и завершились в январе 2024 года; в июле 2023 года процесс прервала забастовка SAG-AFTRA.
Премьера фильма «Злая: Сказка о ведьме Запада» состоялась 3 ноября 2024 года в театре State Theatre в Сиднее. В американский прокат картина вышла 22 ноября. Проект удостоился тёплого приёма от критиков и собрал $ 726,7 млн в мировом прокате при бюджете в $ 150 млн. Американский институт киноискусства включил «Сказку о ведьме Запада» в свой список десяти лучших фильмов 2024 года, а Национальный совет кинокритиков США назвал её лучшим фильмом. Это первый за всю историю организации фэнтези-фильм, получивший данную награду, и первый лауреат в жанре мюзикла со времён ленты «Мулен Руж!» (2001).
Фильм удостоился десяти номинаций на премию «Оскар», в том числе в категориях «Лучший фильм», «Лучшая актриса» (Эриво) и «Лучшая актриса второго плана» (Гранде). На 82-й церемонии вручения премии «Золотой глобус» «Сказка о ведьме Запада» получила приз за «Лучшие кинематографические и кассовые достижения», а также была номинирована в категории «Лучший фильм — комедия или мюзикл». Также проект, наряду с фильмом «Конклав», удостоился одиннадцати номинаций на премию «Выбор критиков» (в том числе в категории «Лучший фильм») и пяти — на премию Гильдии киноактёров США.

## Награды и номинации
| Награда                                                       | Дата церемонии вручения | Категория                                                                | Получатель(-и) | Результат     | Прим.         |
| ------------------------------------------------------------- | ----------------------- | ------------------------------------------------------------------------ | --- | ------------- | ------------- |
| The Queerties                                                 | 24 февраля 2022         | «Следующее большое событие»                                              | «Злая: Сказка о ведьме Запада»                                                                                                   | Номинация     | [ 10 ]        |
| The Queerties                                                 | 12 марта 2024           | «Следующее большое событие»                                              | «Злая: Сказка о ведьме Запада»                                                                                                   | Номинация     | [ 11 ]        |
| The Queerties                                                 | 11 марта 2025           | «Фильм — драма»                                                          | «Злая: Сказка о ведьме Запада»                                                                                                   | Победа        | [ 12 ]        |
| The Queerties                                                 | 11 марта 2025           | «Актёрская игра»                                                         | Джонатан Бейли | Победа        | [ 12 ]        |
| Межсезонная премия «Астра»                                    | 3 июля 2024             | «Самый ожидаемый фильм»                                                  | «Злая: Сказка о ведьме Запада»                                                                                                   | Номинация     | [ 13 ]        |
| Кинофестиваль «Братья Манаки»                                 | 27 сентября 2024        | «Приз SUMOLIGHT за творческую синергию»                                  | Элис Брукс (оператор) и Дэйв Смит (осветитель)                                                                                   | Победа        | [ 14 ]        |
| Международный кинофестиваль Heartland                         | 18 ноября 2024          | «Прорыв в кинематографе»                                                 | «Злая: Сказка о ведьме Запада»                                                                                                   | Победа        | [ 15 ]        |
| Hollywood Music in Media Awards                               | 20 ноября 2024          | «Песня — экранное исполнение»                                            | Синтия Эриво и Ариана Гранде — «Defying Gravity»                                                                                 | Номинация     | [ 16 ]        |
| Hollywood Music in Media Awards                               | 20 ноября 2024          | «Музыкальный фильм, байопик или мюзикл»                                  | «Злая: Сказка о ведьме Запада»                                                                                                   | Номинация     | [ 16 ]        |
| Camerimage                                                    | 23 ноября 2024          | «Приз художнику-постановщику»                                            | Нейтан Краули | Победа        | [ 17 ]        |
| Национальный совет кинокритиков США                           | 4 декабря 2024          | «Лучший фильм»                                                           | «Злая: Сказка о ведьме Запада»                                                                                                   | Победа        | [ 18 ]        |
| Национальный совет кинокритиков США                           | 4 декабря 2024          | «Лучший режиссёр»                                                        | Джон М. Чу | Победа        | [ 18 ]        |
| Национальный совет кинокритиков США                           | 4 декабря 2024          | «В центре внимания»                                                      | Креативный дуэт Синтии Эриво и Арианы Гранде                                                                                     | Победа        | [ 18 ]        |
| Премия Американского института киноискусства                  | 5 декабря 2024          | «Десять лучших фильмов года»                                             | «Злая: Сказка о ведьме Запада»                                                                                                   | Победа        | [ 5 ]         |
| Ассоциация кинокритиков Вашингтона                            | 8 декабря 2024          | «Лучший фильм»                                                           | «Злая: Сказка о ведьме Запада»                                                                                                   | Победа        | [ 19 ]        |
| Ассоциация кинокритиков Вашингтона                            | 8 декабря 2024          | «Лучший режиссёр»                                                        | Джон М. Чу | Номинация     | [ 19 ]        |
| Ассоциация кинокритиков Вашингтона                            | 8 декабря 2024          | «Лучший адаптированный сценарий»                                         | Винни Хольцман, Дэна Фокс | Номинация     | [ 19 ]        |
| Ассоциация кинокритиков Вашингтона                            | 8 декабря 2024          | «Лучшая актриса»                                                         | Синтия Эриво | Номинация     | [ 19 ]        |
| Ассоциация кинокритиков Вашингтона                            | 8 декабря 2024          | «Лучшая актриса второго плана»                                           | Ариана Гранде | Номинация     | [ 19 ]        |
| Ассоциация кинокритиков Вашингтона                            | 8 декабря 2024          | «Лучший актёрский состав»                                                | Актёрский состав фильма | Номинация     | [ 19 ]        |
| Ассоциация кинокритиков Вашингтона                            | 8 декабря 2024          | «Лучшая работа художника-постановщика»                                   | Нейтан Краули и Ли Сандалес | Победа        | [ 19 ]        |
| Ассоциация кинокритиков Вашингтона                            | 8 декабря 2024          | «Лучший монтаж»                                                          | Майрон Керстин | Номинация     | [ 19 ]        |
| Премия «Астра» в области кино и изобразительного искусства    | 8 декабря 2024          | «Лучший фильм»                                                           | «Злая: Сказка о ведьме Запада»                                                                                                   | Победа        | [ 20 ]        |
| Премия «Астра» в области кино и изобразительного искусства    | 8 декабря 2024          | «Лучшая комедия или мюзикл»                                              | «Злая: Сказка о ведьме Запада»                                                                                                   | Номинация     | [ 20 ]        |
| Премия «Астра» в области кино и изобразительного искусства    | 8 декабря 2024          | «Лучшая актриса»                                                         | Синтия Эриво | Победа        | [ 20 ]        |
| Премия «Астра» в области кино и изобразительного искусства    | 8 декабря 2024          | «Лучший актёр второго плана»                                             | Джонатан Бейли | Номинация     | [ 20 ]        |
| Премия «Астра» в области кино и изобразительного искусства    | 8 декабря 2024          | «Лучшая актриса второго плана»                                           | Ариана Гранде | Победа        | [ 20 ]        |
| Премия «Астра» в области кино и изобразительного искусства    | 8 декабря 2024          | «Лучший адаптированный сценарий»                                         | Винни Хольцман и Дэна Фокс | Номинация     | [ 20 ]        |
| Премия «Астра» в области кино и изобразительного искусства    | 8 декабря 2024          | «Лучший режиссёр»                                                        | Джон М. Чу | Победа        | [ 20 ]        |
| Премия «Астра» в области кино и изобразительного искусства    | 8 декабря 2024          | «Лучший актёрский состав»                                                | Актёрский состав фильма | Номинация     | [ 20 ]        |
| Премия «Астра» в области кино и изобразительного искусства    | 8 декабря 2024          | «Лучшая работа кастинг-директора»                                        | Тиффани Литл Кэнфилд и Бернард Телси                                                                                             | Победа        | [ 20 ]        |
| Премия «Астра» в области кино и изобразительного искусства    | 8 декабря 2024          | «Лучшая операторская работа»                                             | Элис Брукс | Номинация     | [ 20 ]        |
| Премия «Астра» в области кино и изобразительного искусства    | 8 декабря 2024          | «Лучший дизайн костюмов»                                                 | Пол Тейзуэлл | Победа        | [ 20 ]        |
| Премия «Астра» в области кино и изобразительного искусства    | 8 декабря 2024          | «Лучший монтаж»                                                          | Майрон Керстин | Номинация     | [ 20 ]        |
| Премия «Астра» в области кино и изобразительного искусства    | 8 декабря 2024          | «Лучший грим и причёски»                                                 | «Злая: Сказка о ведьме Запада»                                                                                                   | Номинация     | [ 20 ]        |
| Премия «Астра» в области кино и изобразительного искусства    | 8 декабря 2024          | «Лучшая рекламная кампания»                                              | «Злая: Сказка о ведьме Запада»                                                                                                   | Победа        | [ 20 ]        |
| Премия «Астра» в области кино и изобразительного искусства    | 8 декабря 2024          | «Лучшая оригинальная музыка»                                             | Джон Пауэлл и Стивен Шварц | Номинация     | [ 20 ]        |
| Премия «Астра» в области кино и изобразительного искусства    | 8 декабря 2024          | «Лучшая работа художника-постановщика»                                   | Нейтан Краули и Ли Сандалес | Победа        | [ 20 ]        |
| Премия «Астра» в области кино и изобразительного искусства    | 8 декабря 2024          | «Лучший звук»                                                            | «Злая: Сказка о ведьме Запада»                                                                                                   | Номинация     | [ 20 ]        |
| Премия «Астра» в области кино и изобразительного искусства    | 8 декабря 2024          | «Лучшая работа каскадёров»                                               | «Злая: Сказка о ведьме Запада»                                                                                                   | Номинация     | [ 20 ]        |
| Премия «Астра» в области кино и изобразительного искусства    | 8 декабря 2024          | «Лучшая работа постановщика трюков»                                      | Джо Макларен | Номинация     | [ 20 ]        |
| Премия «Астра» в области кино и изобразительного искусства    | 8 декабря 2024          | «Лучшие визуальные эффекты»                                              | «Злая: Сказка о ведьме Запада»                                                                                                   | Номинация     | [ 20 ]        |
| «Праздник чёрного кино и телевидения»                         | 9 декабря 2024          | «Лучшая актриса — кинофильм»                                             | Синтия Эриво | Победа        | [ 21 ]        |
| Гильдия кинокритиков Мичигана                                 | 9 декабря 2024          | «Лучшая актриса»                                                         | Синтия Эриво | Номинация     | [ 22 ]        |
| Гильдия кинокритиков Мичигана                                 | 9 декабря 2024          | «Лучшая актриса второго плана»                                           | Ариана Гранде | Победа        | [ 22 ]        |
| Гильдия кинокритиков Мичигана                                 | 9 декабря 2024          | «Лучший фильм»                                                           | «Злая: Сказка о ведьме Запада»                                                                                                   | Номинация     | [ 22 ]        |
| Гильдия кинокритиков Мичигана                                 | 9 декабря 2024          | «Лучший сценарий (адаптированный или оригинальный)»                      | «Злая: Сказка о ведьме Запада»                                                                                                   | Номинация     | [ 22 ]        |
| Гильдия кинокритиков Мичигана                                 | 9 декабря 2024          | «Лучший актёрский состав»                                                | Актёрский состав фильма | Номинация     | [ 22 ]        |
| Гильдия кинокритиков Мичигана                                 | 9 декабря 2024          | «Лучший режиссёр»                                                        | Джон М. Чу | Номинация     | [ 22 ]        |
| Общество кинокритиков Атланты                                 | 9 декабря 2024          | «Десять лучших фильмов»                                                  | «Злая: Сказка о ведьме Запада»                                                                                                   | Восьмое место | [ 23 ]        |
| Общество кинокритиков Атланты                                 | 9 декабря 2024          | «Лучшая актриса второго плана»                                           | Ариана Гранде | Победа        | [ 23 ]        |
| Общество кинокритиков Сан-Диего                               | 9 декабря 2024          | «Лучшая актриса»                                                         | Синтия Эриво | Номинация     | [ 24 ]        |
| Общество кинокритиков Сан-Диего                               | 9 декабря 2024          | «Лучшая актриса второго плана»                                           | Ариана Гранде | Победа        | [ 24 ]        |
| Общество кинокритиков Сан-Диего                               | 9 декабря 2024          | «Лучший актёрский состав»                                                | Актёрский состав фильма | Номинация     | [ 24 ]        |
| Общество кинокритиков Сан-Диего                               | 9 декабря 2024          | «Лучшая работа художника-постановщика»                                   | Нейтан Краули и Ли Сандалес | Победа        | [ 24 ]        |
| Общество кинокритиков Сан-Диего                               | 9 декабря 2024          | «Лучшее использование музыки»                                            | Джон Пауэлл (саундтрек) и Стивен Шварц (саундтрек и песни)                                                                       | Номинация     | [ 24 ]        |
| Общество кинокритиков Сан-Диего                               | 9 декабря 2024          | «Лучшая операторская работа»                                             | Элис Брукс | Номинация     | [ 24 ]        |
| Общество кинокритиков Сан-Диего                               | 9 декабря 2024          | «Лучший дизайн костюмов»                                                 | Пол Тейзуэлл | Победа        | [ 24 ]        |
| Общество кинокритиков Сан-Диего                               | 9 декабря 2024          | «Лучший звуковой дизайн»                                                 | «Злая: Сказка о ведьме Запада»                                                                                                   | Номинация     | [ 24 ]        |
| Кружок критиков Финикса                                       | 12 декабря 2024         | «Лучшая актриса»                                                         | Синтия Эриво | Номинация     | [ 25 ]        |
| Кружок критиков Финикса                                       | 12 декабря 2024         | «Лучшая актриса второго плана»                                           | Ариана Гранде | Номинация     | [ 25 ]        |
| Кружок критиков Финикса                                       | 12 декабря 2024         | «Лучшая операторская работа»                                             | Элис Брукс | Номинация     | [ 25 ]        |
| Ассоциация кинокритиков Чикаго                                | 12 декабря 2024         | «Лучшая актриса»                                                         | Синтия Эриво | Номинация     | [ 26 ]        |
| Ассоциация кинокритиков Чикаго                                | 12 декабря 2024         | «Лучшая актриса второго плана»                                           | Ариана Гранде | Номинация     | [ 26 ]        |
| Ассоциация кинокритиков Чикаго                                | 12 декабря 2024         | «Лучший дизайн костюмов»                                                 | Пол Тейзуэлл | Номинация     | [ 26 ]        |
| Ассоциация кинокритиков Чикаго                                | 12 декабря 2024         | «Лучшая оригинальная музыка»                                             | Джон Пауэлл и Стивен Шварц | Номинация     | [ 26 ]        |
| Ассоциация кинокритиков Чикаго                                | 12 декабря 2024         | «Лучшее применение визуальных эффектов»                                  | «Злая: Сказка о ведьме Запада»                                                                                                   | Номинация     | [ 26 ]        |
| Ассоциация кинокритиков Чикаго                                | 12 декабря 2024         | «Лучшая работа художника-постановщика»                                   | Нейтан Краули (художник-постановщик) и Ли Сандалес (декоратор)                                                                   | Номинация     | [ 26 ]        |
| Ассоциация афроамериканских кинокритиков                      | 13 декабря 2024         | «Десять лучших фильмов»                                                  | «Злая: Сказка о ведьме Запада»                                                                                                   | Второе место  | [ 27 ]        |
| Ассоциация афроамериканских кинокритиков                      | 13 декабря 2024         | «Инноватор»                                                              | Пол Тейзуэлл | Удостоен      | [ 27 ]        |
| Общество кинокритиков Лас-Вегаса                              | 13 декабря 2024         | «Лучший фильм»                                                           | «Злая: Сказка о ведьме Запада»                                                                                                   | Номинация     | [ 28 ]        |
| Общество кинокритиков Лас-Вегаса                              | 13 декабря 2024         | «Лучшая актриса»                                                         | Синтия Эриво | Номинация     | [ 28 ]        |
| Общество кинокритиков Лас-Вегаса                              | 13 декабря 2024         | «Лучшая актриса второго плана»                                           | Ариана Гранде | Номинация     | [ 28 ]        |
| Общество кинокритиков Лас-Вегаса                              | 13 декабря 2024         | «Лучший режиссёр»                                                        | Джон М. Чу | Номинация     | [ 28 ]        |
| Общество кинокритиков Лас-Вегаса                              | 13 декабря 2024         | «Лучший дизайн костюмов»                                                 | Пол Тейзуэлл | Победа        | [ 28 ]        |
| Общество кинокритиков Лас-Вегаса                              | 13 декабря 2024         | «Лучшая работа арт-директора»                                            | Нейтан Краули | Номинация     | [ 28 ]        |
| Общество кинокритиков Лас-Вегаса                              | 13 декабря 2024         | «Лучшие визуальные эффекты»                                              | «Злая: Сказка о ведьме Запада»                                                                                                   | Номинация     | [ 28 ]        |
| Общество кинокритиков Лас-Вегаса                              | 13 декабря 2024         | «Лучший семейный фильм»                                                  | «Злая: Сказка о ведьме Запада»                                                                                                   | Победа        | [ 28 ]        |
| Общество кинокритиков Лас-Вегаса                              | 13 декабря 2024         | «Лучший актёрский состав»                                                | Актёрский состав фильма | Номинация     | [ 28 ]        |
| Ассоциация онлайн-кинокритиков Бостона                        | 14 декабря 2024         | «Десять лучших фильмов 2024 года»                                        | «Злая: Сказка о ведьме Запада»                                                                                                   | Девятое место | [ 29 ]        |
| Ассоциация кинокритиков Сент-Луиса                            | 15 декабря 2024         | «Лучший фильм»                                                           | «Злая: Сказка о ведьме Запада»                                                                                                   | Номинация     | [ 30 ]        |
| Ассоциация кинокритиков Сент-Луиса                            | 15 декабря 2024         | «Лучший адаптированный сценарий»                                         | Винни Хольцман и Дэна Фокс | Номинация     | [ 30 ]        |
| Ассоциация кинокритиков Сент-Луиса                            | 15 декабря 2024         | «Лучшая актриса»                                                         | Синтия Эриво | Номинация     | [ 30 ]        |
| Ассоциация кинокритиков Сент-Луиса                            | 15 декабря 2024         | «Лучшая актриса второго плана»                                           | Ариана Гранде | Второе место  | [ 30 ]        |
| Ассоциация кинокритиков Сент-Луиса                            | 15 декабря 2024         | «Лучший актёрский состав»                                                | Актёрский состав фильма | Номинация     | [ 30 ]        |
| Ассоциация кинокритиков Сент-Луиса                            | 15 декабря 2024         | «Лучший дизайн костюмов»                                                 | Пол Тейзуэлл | Победа        | [ 30 ]        |
| Ассоциация кинокритиков Сент-Луиса                            | 15 декабря 2024         | «Лучшая работа художника-постановщика»                                   | Нейтан Краули и Ли Сандалес | Второе место  | [ 30 ]        |
| Ассоциация кинокритиков Сент-Луиса                            | 15 декабря 2024         | «Лучший саундтрек»                                                       | Стивен Шварц, Стивен Оремус и Грег Уэллс (продюсеры)                                                                             | Второе место  | [ 30 ]        |
| Общество кинокритиков залива Сан-Франциско                    | 15 декабря 2024         | «Лучшая актриса второго плана»                                           | Ариана Гранде | Номинация     | [ 31 ]        |
| Общество кинокритиков залива Сан-Франциско                    | 15 декабря 2024         | «Лучшая работа художника-постановщика»                                   | Нейтан Краули и Ли Сандалес | Номинация     | [ 31 ]        |
| Общество онлайн-кинокритиков Нью-Йорка                        | 16 декабря 2024         | «Лучший фильм»                                                           | «Злая: Сказка о ведьме Запада»                                                                                                   | Номинация     | [ 32 ]        |
| Общество онлайн-кинокритиков Нью-Йорка                        | 16 декабря 2024         | «Лучший режиссёр»                                                        | Джон М. Чу | Номинация     | [ 32 ]        |
| Общество онлайн-кинокритиков Нью-Йорка                        | 16 декабря 2024         | «Лучшая актриса»                                                         | Синтия Эриво | Номинация     | [ 32 ]        |
| Общество онлайн-кинокритиков Нью-Йорка                        | 16 декабря 2024         | «Лучшая актриса второго плана»                                           | Ариана Гранде | Номинация     | [ 32 ]        |
| Общество онлайн-кинокритиков Нью-Йорка                        | 16 декабря 2024         | «Лучший актёрский состав»                                                | Актёрский состав фильма | Номинация     | [ 32 ]        |
| Общество онлайн-кинокритиков Нью-Йорка                        | 16 декабря 2024         | «Лучшее использование музыки»                                            | Джон Пауэлл (саундтрек) и Стивен Шварц (саундтрек и песни)                                                                       | Второе место  | [ 32 ]        |
| Общество кинокритиков Финикса                                 | 16 декабря 2024         | «Лучшая актриса второго плана»                                           | Ариана Гранде | Победа        | [ 33 ]        |
| Общество кинокритиков Финикса                                 | 16 декабря 2024         | «Лучший дизайн костюмов»                                                 | «Злая: Сказка о ведьме Запада»                                                                                                   | Победа        | [ 33 ]        |
| Общество кинокритиков Финикса                                 | 16 декабря 2024         | «Десять лучших фильмов 2024 года»                                        | «Злая: Сказка о ведьме Запада»                                                                                                   | Второе место  | [ 33 ]        |
| Ассоциация киножурналистов Индианы                            | 16 декабря 2024         | «Лучший фильм»                                                           | «Злая: Сказка о ведьме Запада»                                                                                                   | Номинация     | [ 34 ]        |
| Ассоциация киножурналистов Индианы                            | 16 декабря 2024         | «Лучшая главная роль»                                                    | Синтия Эриво | Номинация     | [ 34 ]        |
| Ассоциация киножурналистов Индианы                            | 16 декабря 2024         | «Лучшая хореография»                                                     | Кристофер Скотт (хореограф) и Джо Макларен (постановщик трюков)                                                                  | Номинация     | [ 34 ]        |
| Общество кинокритиков Сиэтла                                  | 16 декабря 2024         | «Лучшая актриса»                                                         | Синтия Эриво | Номинация     | [ 35 ]        |
| Общество кинокритиков Сиэтла                                  | 16 декабря 2024         | «Лучшая актриса второго плана»                                           | Ариана Гранде | Номинация     | [ 35 ]        |
| Общество кинокритиков Сиэтла                                  | 16 декабря 2024         | «Лучшая работа художника-постановщика»                                   | Нейтан Краули и Ли Сандалес | Номинация     | [ 35 ]        |
| Общество кинокритиков Сиэтла                                  | 16 декабря 2024         | «Лучший дизайн костюмов»                                                 | Пол Тейзуэлл | Победа        | [ 35 ]        |
| Общество кинокритиков Сиэтла                                  | 16 декабря 2024         | «Лучшие визуальные эффекты»                                              | Энтони Смит, Джонатан Фоукнер, Пабло Хельман и Роберт Уивер                                                                      | Номинация     | [ 35 ]        |
| Ассоциация кинокритиков Айовы                                 | 16 декабря 2024         | «Лучшая актриса»                                                         | Ариана Гранде | Победа        | [ 36 ]        |
| Ассоциация юго-восточных кинокритиков                         | 16 декабря 2024         | «Лучшая актриса»                                                         | Ариана Гранде | Победа        | [ 37 ]        |
| Ассоциация юго-восточных кинокритиков                         | 16 декабря 2024         | «Десять лучших фильмов 2024 года»                                        | «Злая: Сказка о ведьме Запада»                                                                                                   | Восьмое место | [ 37 ]        |
| Ассоциация кинокритиков Далласа и Форт-Уэрта                  | 18 декабря 2024         | «Лучший фильм»                                                           | «Злая: Сказка о ведьме Запада»                                                                                                   | Седьмое место | [ 38 ]        |
| Ассоциация кинокритиков Далласа и Форт-Уэрта                  | 18 декабря 2024         | «Лучшая актриса второго плана»                                           | Ариана Гранде | Третье место  | [ 38 ]        |
| Общество кинокритиков Флориды                                 | 20 декабря 2024         | «Лучшие визуальные эффекты»                                              | «Злая: Сказка о ведьме Запада»                                                                                                   | Номинация     | [ 39 ]        |
| Общество кинокритиков Невады                                  | 21 декабря 2024         | «Лучшая актриса»                                                         | Синтия Эриво | Победа        | [ 40 ]        |
| Общество кинокритиков Невады                                  | 21 декабря 2024         | «Лучшие визуальные эффекты»                                              | Пабло Хельман | Победа        | [ 40 ]        |
| Ассоциация кинокритиков Северного Техаса                      | 30 декабря 2024         | «Лучшая актриса»                                                         | Синтия Эриво | Номинация     | [ 41 ]        |
| Ассоциация кинокритиков Северного Техаса                      | 30 декабря 2024         | «Лучшая актриса второго плана»                                           | Ариана Гранде | Номинация     | [ 41 ]        |
| Ассоциация кинокритиков Северного Техаса                      | 30 декабря 2024         | «Лучший дебютант»                                                        | Марисса Боде | Номинация     | [ 41 ]        |
| Ассоциация кинокритиков Северного Техаса                      | 30 декабря 2024         | «Премия Гэри Мюррея (лучший актёрский состав)»                           | «Злая: Сказка о ведьме Запада»                                                                                                   | Номинация     | [ 41 ]        |
| Ассоциация кинокритиков Великобритании                        | 30 декабря 2024         | «Лучшая актриса»                                                         | Синтия Эриво | Номинация     | [ 42 ]        |
| Ассоциация кинокритиков Великобритании                        | 30 декабря 2024         | «Лучшая актриса второго плана»                                           | Ариана Гранде | Номинация     | [ 42 ]        |
| «Выбор редакторов TiBS»                                       | 30 декабря 2024         | «Десять лучших фильмов»                                                  | «Злая: Сказка о ведьме Запада»                                                                                                   | Второе место  | [ 43 ]        |
| «Выбор редакторов TiBS»                                       | 30 декабря 2024         | «Лучшая актриса»                                                         | Синтия Эриво | Победа        | [ 43 ]        |
| «Выбор редакторов TiBS»                                       | 30 декабря 2024         | «Лучшая актриса второго плана»                                           | Ариана Гранде | Победа        | [ 43 ]        |
| «Выбор редакторов TiBS»                                       | 30 декабря 2024         | «Лучший актёрский состав»                                                | «Злая: Сказка о ведьме Запада»                                                                                                   | Победа        | [ 43 ]        |
| «Выбор редакторов TiBS»                                       | 30 декабря 2024         | «Лучший режиссёр»                                                        | Джон М. Чу | Победа        | [ 43 ]        |
| «Выбор редакторов TiBS»                                       | 30 декабря 2024         | «Лучший адаптированный сценарий»                                         | «Злая: Сказка о ведьме Запада»                                                                                                   | Второе место  | [ 43 ]        |
| Альянс женщин-киножурналистов                                 | 7 января 2025           | «Лучший фильм»                                                           | «Злая: Сказка о ведьме Запада»                                                                                                   | Номинация     | [ 44 ]        |
| Альянс женщин-киножурналистов                                 | 7 января 2025           | «Лучшая актриса»                                                         | Синтия Эриво | Номинация     | [ 44 ]        |
| Альянс женщин-киножурналистов                                 | 7 января 2025           | «Лучший актёрский состав»                                                | Актёрский состав фильма | Номинация     | [ 44 ]        |
| Альянс женщин-киножурналистов                                 | 7 января 2025           | «Лучшая операторская работа»                                             | Элис Брукс | Номинация     | [ 44 ]        |
| Международный кинофестиваль Capri Hollywood                   | 2 января 2025           | «Лучший монтаж звука»                                                    | «Злая: Сказка о ведьме Запада»                                                                                                   | Победа        | [ 45 ]        |
| Ассоциация кинокритиков Коламбуса                             | 2 января 2025           | «Лучшая главная роль»                                                    | Синтия Эриво | Номинация     | [ 46 ]        |
| Ассоциация кинокритиков Коламбуса                             | 2 января 2025           | «Лучшая роль второго плана»                                              | Ариана Гранде | Номинация     | [ 46 ]        |
| Ассоциация кинокритиков Коламбуса                             | 2 января 2025           | «Лучший актёрский состав»                                                | «Злая: Сказка о ведьме Запада»                                                                                                   | Номинация     | [ 46 ]        |
| Ассоциация кинокритиков Центральной Флориды                   | 2 января 2025           | «Лучший фильм»                                                           | «Злая: Сказка о ведьме Запада»                                                                                                   | Второе место  | [ 47 ]        |
| Ассоциация кинокритиков Центральной Флориды                   | 2 января 2025           | «Лучший режиссёр»                                                        | Джон М. Чу | Второе место  | [ 47 ]        |
| Ассоциация кинокритиков Центральной Флориды                   | 2 января 2025           | «Лучшая актриса»                                                         | Синтия Эриво | Второе место  | [ 47 ]        |
| Ассоциация кинокритиков Центральной Флориды                   | 2 января 2025           | «Лучшая актриса второго плана»                                           | Ариана Гранде | Второе место  | [ 47 ]        |
| Ассоциация кинокритиков Центральной Флориды                   | 2 января 2025           | «Лучший актёрский состав»                                                | «Злая: Сказка о ведьме Запада»                                                                                                   | Победа        | [ 47 ]        |
| Ассоциация кинокритиков Центральной Флориды                   | 2 января 2025           | «Лучший звуковой дизайн»                                                 | «Злая: Сказка о ведьме Запада»                                                                                                   | Второе место  | [ 47 ]        |
| Ассоциация кинокритиков Центральной Флориды                   | 2 января 2025           | «Лучший грим и причёски»                                                 | «Злая: Сказка о ведьме Запада»                                                                                                   | Второе место  | [ 47 ]        |
| Ассоциация кинокритиков Центральной Флориды                   | 2 января 2025           | «Лучшая работа художника-постановщика»                                   | «Злая: Сказка о ведьме Запада»                                                                                                   | Победа        | [ 47 ]        |
| Ассоциация кинокритиков Центральной Флориды                   | 2 января 2025           | «Лучший дизайн костюмов»                                                 | «Злая: Сказка о ведьме Запада»                                                                                                   | Победа        | [ 47 ]        |
| Международный кинофестиваль в Палм-Спрингс                    | 3 января 2025           | «Творческий вклад в актёрское мастерство»                                | Синтия Эриво | Победа        | [ 48 ]        |
| Международный кинофестиваль в Палм-Спрингс                    | 3 января 2025           | «Восходящая звезда»                                                      | Ариана Гранде | Победа        | [ 49 ]        |
| Общество кинокритиков Оклахомы                                | 3 января 2025           | «Лучшая актриса второго плана»                                           | Ариана Гранде | Победа        | [ 50 ]        |
| Общество кинокритиков Оклахомы                                | 3 января 2025           | «Десять лучших фильмов»                                                  | «Злая: Сказка о ведьме Запада»                                                                                                   | Пятое место   | [ 50 ]        |
| Ассоциация кинокритиков Северной Каролины                     | 3 января 2025           | «Лучшая актриса»                                                         | Синтия Эриво | Номинация     | [ 51 ]        |
| Ассоциация кинокритиков Северной Каролины                     | 3 января 2025           | «Лучшая актриса второго плана»                                           | Ариана Гранде | Номинация     | [ 51 ]        |
| Ассоциация кинокритиков Северной Каролины                     | 3 января 2025           | «Лучший актёрский состав»                                                | «Злая: Сказка о ведьме Запада»                                                                                                   | Номинация     | [ 51 ]        |
| Ассоциация кинокритиков Северной Каролины                     | 3 января 2025           | «Лучший дизайн костюмов»                                                 | «Злая: Сказка о ведьме Запада»                                                                                                   | Номинация     | [ 51 ]        |
| Ассоциация кинокритиков Северной Каролины                     | 3 января 2025           | «Лучшие причёски и грим»                                                 | «Злая: Сказка о ведьме Запада»                                                                                                   | Номинация     | [ 51 ]        |
| Ассоциация кинокритиков Северной Каролины                     | 3 января 2025           | «Лучший звуковой дизайн»                                                 | «Злая: Сказка о ведьме Запада»                                                                                                   | Номинация     | [ 51 ]        |
| Ассоциация кинокритиков Северной Каролины                     | 3 января 2025           | «Лучшая работа художника-постановщика»                                   | «Злая: Сказка о ведьме Запада»                                                                                                   | Номинация     | [ 51 ]        |
| Общество кинокритиков Канзас-Сити                             | 4 января 2025           | «Лучший фильм»                                                           | «Злая: Сказка о ведьме Запада»                                                                                                   | Номинация     | [ 52 ]        |
| Общество кинокритиков Канзас-Сити                             | 4 января 2025           | «Лучшая актриса»                                                         | Синтия Эриво | Номинация     | [ 52 ]        |
| Общество кинокритиков Канзас-Сити                             | 4 января 2025           | «Лучшая актриса второго плана»                                           | Ариана Гранде | Номинация     | [ 52 ]        |
| Общество кинокритиков Канзас-Сити                             | 4 января 2025           | «Лучшая операторская раброта»                                            | «Злая: Сказка о ведьме Запада»                                                                                                   | Номинация     | [ 52 ]        |
| Ассоциация кинокритиков Большого Западного Нью-Йорка          | 4 января 2025           | «Лучшая актриса второго плана»                                           | Ариана Гранде | Номинация     | [ 53 ]        |
| DiscussingFilm Global Critic Award                            | 4 января 2025           | «Лучшая актриса второго плана»                                           | Ариана Гранде | Победа        | [ 54 ]        |
| DiscussingFilm Global Critic Award                            | 4 января 2025           | «Лучший дизайн костюмов»                                                 | «Злая: Сказка о ведьме Запада»                                                                                                   | Номинация     | [ 54 ]        |
| DiscussingFilm Global Critic Award                            | 4 января 2025           | «Лучший звук»                                                            | «Злая: Сказка о ведьме Запада»                                                                                                   | Номинация     | [ 54 ]        |
| DiscussingFilm Global Critic Award                            | 4 января 2025           | «Лучший грим и причёски»                                                 | «Злая: Сказка о ведьме Запада»                                                                                                   | Номинация     | [ 54 ]        |
| DiscussingFilm Global Critic Award                            | 4 января 2025           | «Лучшая работа художника-постановщика»                                   | «Злая: Сказка о ведьме Запада»                                                                                                   | Победа        | [ 54 ]        |
| «Золотой глобус»                                              | 5 января 2025           | «Лучший фильм — комедия или мюзикл»                                      | «Злая: Сказка о ведьме Запада»                                                                                                   | Номинация     | [ 55 ]        |
| «Золотой глобус»                                              | 5 января 2025           | «Лучшие кинематографические и кассовые достижения»                       | «Злая: Сказка о ведьме Запада»                                                                                                   | Победа        | [ 55 ]        |
| «Золотой глобус»                                              | 5 января 2025           | «Лучшая актриса — комедия или мюзикл»                                    | Синтия Эриво | Номинация     | [ 55 ]        |
| «Золотой глобус»                                              | 5 января 2025           | «Лучшая актриса второго плана — кинофильм»                               | Ариана Гранде | Номинация     | [ 55 ]        |
| Ассоциация кинокритиков Остина                                | 6 января 2025           | «Лучший фильм»                                                           | «Злая: Сказка о ведьме Запада»                                                                                                   | Номинация     | [ 56 ]        |
| Ассоциация кинокритиков Остина                                | 6 января 2025           | «Лучший адаптированный сценарий»                                         | «Злая: Сказка о ведьме Запада»                                                                                                   | Номинация     | [ 56 ]        |
| Ассоциация кинокритиков Остина                                | 6 января 2025           | «Лучшая актриса второго плана»                                           | Ариана Гранде | Номинация     | [ 56 ]        |
| Ассоциация кинокритиков Джорджии                              | 7 января 2025           | «Лучшая актриса»                                                         | Синтия Эриво | Номинация     | [ 57 ]        |
| Ассоциация кинокритиков Джорджии                              | 7 января 2025           | «Лучшая актриса второго плана»                                           | Ариана Гранде | Второе место  | [ 57 ]        |
| Ассоциация кинокритиков Джорджии                              | 7 января 2025           | «Лучший фильм»                                                           | «Злая: Сказка о ведьме Запада»                                                                                                   | Номинация     | [ 57 ]        |
| Ассоциация кинокритиков Джорджии                              | 7 января 2025           | «Лучший адаптированный сценарий»                                         | «Злая: Сказка о ведьме Запада»                                                                                                   | Номинация     | [ 57 ]        |
| Ассоциация кинокритиков Джорджии                              | 7 января 2025           | «Лучшая работа художника-постановщика»                                   | «Злая: Сказка о ведьме Запада»                                                                                                   | Номинация     | [ 57 ]        |
| Ассоциация кинокритиков Джорджии                              | 7 января 2025           | «Лучший актёрский состав»                                                | «Злая: Сказка о ведьме Запада»                                                                                                   | Номинация     | [ 57 ]        |
| Премия AARP «Фильмы для взрослых»                             | 11 января 2025          | «Лучшая сценарная работа»                                                | Винни Хольцман | Победа        | [ 58 ]        |
| Ассоциация кинокритиков Питтсбурга                            | 9 января 2025           | «Лучшая главная роль»                                                    | Синтия Эриво | Второе место  | [ 59 ]        |
| Ассоциация кинокритиков Питтсбурга                            | 9 января 2025           | «Лучший актёр второго плана»                                             | Ариана Гранде | Победа        | [ 59 ]        |
| Music City Film Critics Association                           | 10 января 2025          | «Лучший фильм»                                                           | «Злая: Сказка о ведьме Запада»                                                                                                   | Номинация     | [ 60 ]        |
| Music City Film Critics Association                           | 10 января 2025          | «Лучшая актриса»                                                         | Синтия Эриво | Номинация     | [ 60 ]        |
| Music City Film Critics Association                           | 10 января 2025          | «Лучшая актриса второго плана»                                           | Ариана Гранде | Номинация     | [ 60 ]        |
| Music City Film Critics Association                           | 10 января 2025          | «Лучший актёрский состав»                                                | «Злая: Сказка о ведьме Запада»                                                                                                   | Номинация     | [ 60 ]        |
| Music City Film Critics Association                           | 10 января 2025          | «Лучший музыкальный фильм»                                               | «Злая: Сказка о ведьме Запада»                                                                                                   | Победа        | [ 60 ]        |
| Music City Film Critics Association                           | 10 января 2025          | «Звук»                                                                   | «Злая: Сказка о ведьме Запада»                                                                                                   | Номинация     | [ 60 ]        |
| Music City Film Critics Association                           | 10 января 2025          | «Работа художника-постановщика»                                          | «Злая: Сказка о ведьме Запада»                                                                                                   | Номинация     | [ 60 ]        |
| Ассоциация кинокритиков Миннесоты                             | 10 января 2025          | «Лучшая актриса»                                                         | Синтия Эриво | Номинация     | [ 61 ]        |
| Ассоциация кинокритиков Миннесоты                             | 10 января 2025          | «Лучшая актриса второго плана»                                           | Ариана Гранде | Номинация     | [ 61 ]        |
| Ассоциация кинокритиков Миннесоты                             | 10 января 2025          | «Лучший адаптированный сценарий»                                         | Винни Хольцман, Дэна Фокс | Номинация     | [ 61 ]        |
| Ассоциация кинокритиков Миннесоты                             | 10 января 2025          | «Лучшая музыка»                                                          | «Злая: Сказка о ведьме Запада»                                                                                                   | Номинация     | [ 61 ]        |
| Ассоциация кинокритиков Миннесоты                             | 10 января 2025          | «Лучший дизайн костюмов»                                                 | «Злая: Сказка о ведьме Запада»                                                                                                   | Победа        | [ 61 ]        |
| Ассоциация кинокритиков Миннесоты                             | 10 января 2025          | «Лучший грим и причёски»                                                 | «Злая: Сказка о ведьме Запада»                                                                                                   | Номинация     | [ 61 ]        |
| Ассоциация кинокритиков Миннесоты                             | 10 января 2025          | «Лучшая работа художника-постановщика»                                   | «Злая: Сказка о ведьме Запада»                                                                                                   | Номинация     | [ 61 ]        |
| Ассоциация кинокритиков Юты                                   | 11 января 2025          | «Лучшая актриса»                                                         | Синтия Эриво | Номинация     | [ 62 ]        |
| Ассоциация кинокритиков Юты                                   | 11 января 2025          | «Лучшая актриса второго плана»                                           | Ариана Гранде | Второе место  | [ 62 ]        |
| Ассоциация кинокритиков Юты                                   | 11 января 2025          | «Лучший актёрский состав»                                                | «Злая: Сказка о ведьме Запада»                                                                                                   | Номинация     | [ 62 ]        |
| Ассоциация критиков Пуэрто-Рико                               | 12 января 2025          | «Лучшая комедия или мюзикл»                                              | «Злая: Сказка о ведьме Запада»                                                                                                   | Победа        | [ 63 ]        |
| Ассоциация критиков Пуэрто-Рико                               | 12 января 2025          | «Лучший адаптированный сценарий»                                         | «Злая: Сказка о ведьме Запада»                                                                                                   | Номинация     | [ 63 ]        |
| Ассоциация критиков Пуэрто-Рико                               | 12 января 2025          | «Лучшая актриса»                                                         | Синтия Эриво | Номинация     | [ 63 ]        |
| Ассоциация критиков Пуэрто-Рико                               | 12 января 2025          | «Лучшая актриса второго плана»                                           | Ариана Гранде | Второе место  | [ 63 ]        |
| Ассоциация критиков Пуэрто-Рико                               | 12 января 2025          | «Лучшая работа художника-постановщика»                                   | «Злая: Сказка о ведьме Запада»                                                                                                   | Победа        | [ 63 ]        |
| Ассоциация критиков Пуэрто-Рико                               | 12 января 2025          | «Лучшие причёски и грим»                                                 | «Злая: Сказка о ведьме Запада»                                                                                                   | Номинация     | [ 63 ]        |
| Ассоциация критиков Пуэрто-Рико                               | 12 января 2025          | «Лучший дизайн костюмов»                                                 | «Злая: Сказка о ведьме Запада»                                                                                                   | Победа        | [ 63 ]        |
| Киносообщество Северной Дакоты                                | 13 января 2025          | «Лучшая актриса второго плана»                                           | Ариана Гранде | Номинация     | [ 64 ]        |
| Киносообщество Северной Дакоты                                | 13 января 2025          | «Лучший актёрский состав»                                                | Актёрский состав фильма | Номинация     | [ 64 ]        |
| Киносообщество Северной Дакоты                                | 13 января 2025          | «Лучший дизайн костюмов»                                                 | Пол Тейзуэлл | Победа        | [ 64 ]        |
| Киносообщество Северной Дакоты                                | 13 января 2025          | «Лучшие эффекты»                                                         | Пабло Хельман, Джонатан Фоукнер, Пол Корбоулд, Дэвид Ширк                                                                        | Номинация     | [ 64 ]        |
| Киносообщество Северной Дакоты                                | 13 января 2025          | «Лучший грим и причёски»                                                 | Фрэнсис Хэннон, Сара Нат, Лора Блаунт                                                                                            | Номинация     | [ 64 ]        |
| Киносообщество Северной Дакоты                                | 13 января 2025          | «Лучшая работа художника-постановщика»                                   | Нейтан Краули, Ли Сандалес | Номинация     | [ 64 ]        |
| Киносообщество Северной Дакоты                                | 13 января 2025          | «Лучший звук»                                                            | Нэнси Ньюджент Тайтл, Джон Маркиз, Энди Нельсон, Саймон Хейз                                                                     | Номинация     | [ 64 ]        |
| Общество кинокритиков Гавайев                                 | 13 января 2025          | «Лучшая актриса»                                                         | Синтия Эриво | Номинация     | [ 65 ]        |
| Общество кинокритиков Гавайев                                 | 13 января 2025          | «Лучшая актриса второго плана»                                           | Ариана Гранде | Номинация     | [ 65 ]        |
| Общество кинокритиков Гавайев                                 | 13 января 2025          | «Лучшая работа арт-директора»                                            | «Злая: Сказка о ведьме Запада»                                                                                                   | Победа        | [ 65 ]        |
| Общество кинокритиков Гавайев                                 | 13 января 2025          | «Лучший дизайн костюмов»                                                 | «Злая: Сказка о ведьме Запада»                                                                                                   | Победа        | [ 65 ]        |
| Общество кинокритиков Гавайев                                 | 13 января 2025          | «Лучший грим»                                                            | «Злая: Сказка о ведьме Запада»                                                                                                   | Номинация     | [ 65 ]        |
| Общество кинокритиков Гавайев                                 | 13 января 2025          | «Лучший звук»                                                            | «Злая: Сказка о ведьме Запада»                                                                                                   | Номинация     | [ 65 ]        |
| Общество кинокритиков Гавайев                                 | 13 января 2025          | «Лучшие визуальные эффекты»                                              | «Злая: Сказка о ведьме Запада»                                                                                                   | Победа        | [ 65 ]        |
| Ассоциация критиков Портленда                                 | 14 января 2025          | «Лучшая актриса второго плана»                                           | Ариана Гранде | Победа        | [ 66 ]        |
| Ассоциация критиков Портленда                                 | 14 января 2025          | «Лучший актёрский состав»                                                | «Злая: Сказка о ведьме Запада»                                                                                                   | Номинация     | [ 66 ]        |
| Ассоциация критиков Портленда                                 | 14 января 2025          | «Лучший дизайн костюмов»                                                 | «Злая: Сказка о ведьме Запада»                                                                                                   | Номинация     | [ 66 ]        |
| Ассоциация критиков Портленда                                 | 14 января 2025          | «Лучшая работа художника-постановщика»                                   | «Злая: Сказка о ведьме Запада»                                                                                                   | Номинация     | [ 66 ]        |
| Ассоциация критиков Портленда                                 | 14 января 2025          | «Лучшие визуальные эффекты»                                              | «Злая: Сказка о ведьме Запада»                                                                                                   | Номинация     | [ 66 ]        |
| Общество кинокритиков Хьюстона                                | 14 января 2025          | «Лучший фильм»                                                           | «Злая: Сказка о ведьме Запада»                                                                                                   | Номинация     | [ 67 ]        |
| Общество кинокритиков Хьюстона                                | 14 января 2025          | «Лучший режиссёр»                                                        | Джон М. Чу | Номинация     | [ 67 ]        |
| Общество кинокритиков Хьюстона                                | 14 января 2025          | «Лучшая актриса»                                                         | Синтия Эриво | Номинация     | [ 67 ]        |
| Общество кинокритиков Хьюстона                                | 14 января 2025          | «Лучшая актриса второго плана»                                           | Ариана Гранде | Номинация     | [ 67 ]        |
| Общество кинокритиков Хьюстона                                | 14 января 2025          | «Лучшие визуальные эффекты»                                              | «Злая: Сказка о ведьме Запада»                                                                                                   | Номинация     | [ 67 ]        |
| Общество кинокритиков Хьюстона                                | 14 января 2025          | «Лучший актёрский состав»                                                | «Злая: Сказка о ведьме Запада»                                                                                                   | Номинация     | [ 67 ]        |
| Ассоциация североамериканских кинокритиков                    | 16 января 2025          | «Лучшая актриса»                                                         | Синтия Эриво | Номинация     | [ 68 ]        |
| Ассоциация североамериканских кинокритиков                    | 16 января 2025          | «Лучшая актриса второго плана»                                           | Ариана Гранде | Победа        | [ 68 ]        |
| Ассоциация североамериканских кинокритиков                    | 16 января 2025          | «Лучшая работа художника-постановщика»                                   | «Злая: Сказка о ведьме Запада»                                                                                                   | Номинация     | [ 68 ]        |
| Ассоциация североамериканских кинокритиков                    | 16 января 2025          | «Лучший дизайн костюмов»                                                 | «Злая: Сказка о ведьме Запада»                                                                                                   | Победа        | [ 68 ]        |
| Премия инди-критиков Чикаго                                   | 18 января 2025          | «Лучший студийный фильм»                                                 | «Злая: Сказка о ведьме Запада»                                                                                                   | Номинация     | [ 69 ]        |
| Премия инди-критиков Чикаго                                   | 18 января 2025          | «Лучшая актриса»                                                         | Синтия Эриво | Номинация     | [ 69 ]        |
| Премия инди-критиков Чикаго                                   | 18 января 2025          | «Лучшая актриса второго плана»                                           | Ариана Гранде | Номинация     | [ 69 ]        |
| Премия инди-критиков Чикаго                                   | 18 января 2025          | «Лучший актёрский состав»                                                | «Злая: Сказка о ведьме Запада»                                                                                                   | Номинация     | [ 69 ]        |
| Премия инди-критиков Чикаго                                   | 18 января 2025          | «Лучшая работа художника-постановщика»                                   | «Злая: Сказка о ведьме Запада»                                                                                                   | Номинация     | [ 69 ]        |
| Премия инди-критиков Чикаго                                   | 18 января 2025          | «Лучшие костюмы»                                                         | «Злая: Сказка о ведьме Запада»                                                                                                   | Номинация     | [ 69 ]        |
| Премия инди-критиков Чикаго                                   | 18 января 2025          | «Лучший грим»                                                            | «Злая: Сказка о ведьме Запада»                                                                                                   | Номинация     | [ 69 ]        |
| Общество кинокритиков Денвера                                 | 24 января 2025          | «Лучшая актриса»                                                         | Синтия Эриво | Номинация     | [ 70 ]        |
| Общество кинокритиков Денвера                                 | 24 января 2025          | «Лучшая актриса второго плана»                                           | Ариана Гранде | Победа        | [ 70 ]        |
| Общество кинокритиков Денвера                                 | 24 января 2025          | «Лучший актёрский состав»                                                | «Злая: Сказка о ведьме Запада»                                                                                                   | Номинация     | [ 70 ]        |
| Общество кинокритиков Денвера                                 | 24 января 2025          | «Лучшие визуальные эффекты»                                              | «Злая: Сказка о ведьме Запада»                                                                                                   | Номинация     | [ 70 ]        |
| Общество кинокритиков Денвера                                 | 24 января 2025          | «Лучший звук»                                                            | «Злая: Сказка о ведьме Запада»                                                                                                   | Номинация     | [ 70 ]        |
| Общество кинокритиков Денвера                                 | 24 января 2025          | «Лучший адаптированный сценарий»                                         | «Злая: Сказка о ведьме Запада»                                                                                                   | Номинация     | [ 70 ]        |
| «Спутник»                                                     | 26 января 2025          | «Лучший фильм — комедия или мюзикл»                                      | «Злая: Сказка о ведьме Запада»                                                                                                   | Номинация     | [ 71 ]        |
| «Спутник»                                                     | 26 января 2025          | «Лучший грим»                                                            | «Злая: Сказка о ведьме Запада»                                                                                                   | Победа        | [ 71 ]        |
| «Спутник»                                                     | 26 января 2025          | «Лучшая актриса — комедия или мюзикл»                                    | Синтия Эриво | Номинация     | [ 71 ]        |
| «Спутник»                                                     | 26 января 2025          | «Лучшая актриса второго плана»                                           | Ариана Гранде | Победа        | [ 71 ]        |
| «Спутник»                                                     | 26 января 2025          | «Лучший дизайн костюмов»                                                 | Пол Тейзуэлл | Победа        | [ 71 ]        |
| «Спутник»                                                     | 26 января 2025          | «Лучшая работа художника-постановщика»                                   | Нейтан Краули и Ли Сандалес | Номинация     | [ 71 ]        |
| «Спутник»                                                     | 26 января 2025          | «Лучший звук»                                                            | Джек Долмен, Саймон Хейз, Джон Маркиз, Энди Нельсон и Нэнси Ньюджент Тайтл                                                       | Победа        | [ 71 ]        |
| «Спутник»                                                     | 26 января 2025          | «Лучшие визуальные эффекты»                                              | Пол Корбоулд, Джонатан Фоукнер, Пабло Хельман и Дэвид Ширк                                                                       | Номинация     | [ 71 ]        |
| Общество онлайн-кинокритиков                                  | 27 января 2025          | «Лучший фильм»                                                           | «Злая: Сказка о ведьме Запада»                                                                                                   | Номинация     | [ 72 ]        |
| Общество онлайн-кинокритиков                                  | 27 января 2025          | «Лучшая актриса»                                                         | Синтия Эриво | Номинация     | [ 72 ]        |
| Общество онлайн-кинокритиков                                  | 27 января 2025          | «Лучшая актриса второго плана»                                           | Ариана Гранде | Номинация     | [ 72 ]        |
| Общество онлайн-кинокритиков                                  | 27 января 2025          | «Лучшая работа художника-постановщика»                                   | Нейтан Краули | Номинация     | [ 72 ]        |
| Общество онлайн-кинокритиков                                  | 27 января 2025          | «Лучший дизайн костюмов»                                                 | Пол Тейзуэлл | Номинация     | [ 72 ]        |
| Общество онлайн-кинокритиков                                  | 27 января 2025          | «Лучшие визуальные эффекты»                                              | «Злая: Сказка о ведьме Запада»                                                                                                   | Номинация     | [ 72 ]        |
| Общество онлайн-кинокритиков                                  | 27 января 2025          | «Десять лучших фильмов»                                                  | «Злая: Сказка о ведьме Запада»                                                                                                   | Десятое место | [ 72 ]        |
| Общество онлайн-кинокритиков                                  | 27 января 2025          | «Приз за технические достижения — хореография»                           | «Злая: Сказка о ведьме Запада»                                                                                                   | Победа        | [ 72 ]        |
| Общество художников-декораторов США                           | 5 февраля 2025          | «Лучшая работа художника-декоратора в комедийном или музыкальном фильме» | Ли Сандалес, Нейтан Краули | Победа        | [ 73 ]        |
| Премия Гильдии художников по костюмам                         | 6 февраля 2025          | «Лучший дизайн костюмов в фэнтези-фильме»                                | Пол Тейзуэлл | Победа        | [ 74 ]        |
| Международная премия AACTA                                    | 7 февраля 2025          | «Лучшая актриса второго плана»                                           | Ариана Гранде | Ожидается     | [ 75 ]        |
| «Выбор критиков»                                              | 7 февраля 2025          | «Лучший фильм»                                                           | «Злая: Сказка о ведьме Запада»                                                                                                   | Номинация     | [ 8 ]         |
| «Выбор критиков»                                              | 7 февраля 2025          | «Лучший режиссёр»                                                        | Джон М. Чу | Победа        | [ 8 ]         |
| «Выбор критиков»                                              | 7 февраля 2025          | «Лучшая актриса»                                                         | Синтия Эриво | Номинация     | [ 8 ]         |
| «Выбор критиков»                                              | 7 февраля 2025          | «Лучшая актриса второго плана»                                           | Ариана Гранде | Номинация     | [ 8 ]         |
| «Выбор критиков»                                              | 7 февраля 2025          | «Лучший актёрский состав»                                                | «Злая: Сказка о ведьме Запада»                                                                                                   | Номинация     | [ 8 ]         |
| «Выбор критиков»                                              | 7 февраля 2025          | «Лучший адаптированный сценарий»                                         | Винни Хольцман и Дэна Фокс | Номинация     | [ 8 ]         |
| «Выбор критиков»                                              | 7 февраля 2025          | «Лучшая операторская работа»                                             | Элис Брукс | Номинация     | [ 8 ]         |
| «Выбор критиков»                                              | 7 февраля 2025          | «Лучший дизайн костюмов»                                                 | Пол Тейзуэлл | Победа        | [ 8 ]         |
| «Выбор критиков»                                              | 7 февраля 2025          | «Лучшая работа художника-постановщика»                                   | Нейтан Краули и Ли Сандалес | Победа        | [ 8 ]         |
| «Выбор критиков»                                              | 7 февраля 2025          | «Лучшие причёски и грим»                                                 | Фрэнсис Хэннон, Сара Нат и Лора Блаунт                                                                                           | Номинация     | [ 8 ]         |
| «Выбор критиков»                                              | 7 февраля 2025          | «Лучшие визуальные эффекты»                                              | Пабло Хельман, Джонатан Фоукнер, Пол Корбуд и Дэвид Ширк                                                                         | Номинация     | [ 8 ]         |
| Премия Гильдии продюсеров США                                 | 8 февраля 2025          | «Лучший театральный фильм»                                               | «Злая: Сказка о ведьме Запада»                                                                                                   | Номинация     | [ 76 ]        |
| Международный кинофестиваль в Санта-Барбаре                   | 9 февраля 2025          | «Виртуоз»                                                                | Ариана Гранде | Победа        | [ 77 ]        |
| Black Reel Awards                                             | 10 февраля 2025         | «Лучшая главная роль»                                                    | Синтия Эриво | Номинация     | [ 78 ]        |
| Black Reel Awards                                             | 10 февраля 2025         | «Лучший саундтрек»                                                       | «Злая: Сказка о ведьме Запада»                                                                                                   | Победа        | [ 78 ]        |
| Black Reel Awards                                             | 10 февраля 2025         | «Лучший дизайн костюмов»                                                 | Пол Тейзуэлл | Победа        | [ 78 ]        |
| Премия Общества специалистов по визуальным эффектам           | 11 февраля 2025         | «Лучшее окружение в фотореалистичном фильме»                             | Алан Лам, Стив Бевинс, Дипали Неги, Мигель Санчес Лопес-Руис (за «Изумрудный город»)                                             | Номинация     | [ 79 ]        |
| Artios Awards                                                 | 12 февраля 2025         | «Лучший выбор актёров — высокобюджетный фильм (комедия)»                 | Бернард Телси, Тиффани Литл Кэнфилд, Райан Бернард Тименски, Тэмсин Мэнсон                                                       | Победа        | [ 80 ]        |
| Общество композиторов и лириков                               | 12 февраля 2025         | «Лучшая оригинальная музыка к студийному фильму»                         | Джон Пауэлл, Стивен Шварц | Номинация     | [ 81 ]        |
| Премия Дориана                                                | 13 февраля 2025         | «Актёрская игра года — фильм»                                            | Синтия Эриво | Номинация     | [ 82 ]        |
| Премия Дориана                                                | 13 февраля 2025         | «Лучшая роль второго плана — фильм»                                      | Ариана Гранде | Победа        | [ 82 ]        |
| Премия Дориана                                                | 13 февраля 2025         | «Жанровый фильм года»                                                    | «Злая: Сказка о ведьме Запада»                                                                                                   | Номинация     | [ 82 ]        |
| Премия Дориана                                                | 13 февраля 2025         | «Музыка к фильму года»                                                   | «Злая: Сказка о ведьме Запада»                                                                                                   | Номинация     | [ 82 ]        |
| Премия Дориана                                                | 13 февраля 2025         | Приз «Мы без ума от тебя» восходящей звезде                              | Джонатан Бейли | Победа        | [ 82 ]        |
| Премия Дориана                                                | 13 февраля 2025         | «Приз Galeca LGBTQIA+ первопроходцу в кино»                              | Синтия Эриво | Победа        | [ 82 ]        |
| Премия Гильдии художников-постановщиков США                   | 15 февраля 2025         | «Лучшая работа художника-постановщика в фэнтези-фильме»                  | Нейтан Краули | Победа        | [ 83 ]        |
| Гильдия визажистов и парикмахеров-стилистов                   | 15 февраля 2025         | «Лучший грим персонажей в полнометражном фильме»                         | Фрэнсис Хэннон, Элис Джонс, Нурия Мборнио, Джоанна Нильсен, Бранка Воркапич                                                      | Победа        | [ 84 ]        |
| Гильдия визажистов и парикмахеров-стилистов                   | 15 февраля 2025         | «Лучшие причёски персонажей в полнометражном фильме»                     | Фрэнсис Хэннон, Сара Нат, Сим Кэмпс, Габор Керекес                                                                               | Победа        | [ 84 ]        |
| Премия Гильдии сценаристов США                                | 15 февраля 2025         | «Лучший адаптированный сценарий»                                         | Винни Хольцман и Дэна Фокс | Номинация     | [ 85 ]        |
| BAFTA                                                         | 16 февраля 2025         | «Лучшая актриса»                                                         | Синтия Эриво | Номинация     | [ 86 ]        |
| BAFTA                                                         | 16 февраля 2025         | «Лучшая актриса второго плана»                                           | Ариана Гранде | Номинация     | [ 86 ]        |
| BAFTA                                                         | 16 февраля 2025         | «Лучший дизайн костюмов»                                                 | Пол Тейзуэлл | Победа        | [ 86 ]        |
| BAFTA                                                         | 16 февраля 2025         | «Лучший грим и причёски»                                                 | Фрэнсис Хэннон, Лора Блаунт и Сара Нат                                                                                           | Номинация     | [ 86 ]        |
| BAFTA                                                         | 16 февраля 2025         | «Лучшая работа художника-постановщика»                                   | Нейтан Краули и Ли Сандалес | Победа        | [ 86 ]        |
| BAFTA                                                         | 16 февраля 2025         | «Лучший звук»                                                            | Робин Бейнтон, Саймон Хейз, Джон Маркиз, Энди Нельсон и Нэнси Ньюджент Тайтл                                                     | Номинация     | [ 86 ]        |
| BAFTA                                                         | 16 февраля 2025         | «Лучшие визуальные эффекты»                                              | Пабло Хельман, Пол Корбоулд, Джонатан Фоукнер и Энтони Смит                                                                      | Номинация     | [ 86 ]        |
| Ассоциация латиноамериканских журналистов в сфере развлечений | 17 февраля 2025         | «Лучший фильм»                                                           | Марк Платт | Номинация     | [ 87 ]        |
| Ассоциация латиноамериканских журналистов в сфере развлечений | 17 февраля 2025         | «Лучшая актриса второго плана»                                           | Ариана Гранде | Номинация     | [ 87 ]        |
| Ассоциация латиноамериканских журналистов в сфере развлечений | 17 февраля 2025         | «Лучший актёрский состав»                                                | «Злая: Сказка о ведьме Запада»                                                                                                   | Номинация     | [ 87 ]        |
| Ассоциация латиноамериканских журналистов в сфере развлечений | 17 февраля 2025         | «Лучшая работа художника-постановщика»                                   | Нейтан Краули и Ли Сандалес | Победа        | [ 87 ]        |
| Ассоциация латиноамериканских журналистов в сфере развлечений | 17 февраля 2025         | «Лучший дизайн костюмов»                                                 | Пол Тейзуэлл | Победа        | [ 87 ]        |
| Ассоциация латиноамериканских журналистов в сфере развлечений | 17 февраля 2025         | «Лучший грим и причёски»                                                 | Фрэнсис Хэннон, Лора Блаунт и Сара Нат                                                                                           | Номинация     | [ 87 ]        |
| Ассоциация латиноамериканских журналистов в сфере развлечений | 17 февраля 2025         | «Лучший звук»                                                            | Саймон Хейз, Нэнси Ньюджент Тайтл, Джек Долмен, Энди Нельсон и Джон Маркиз                                                       | Номинация     | [ 87 ]        |
| Ассоциация латиноамериканских журналистов в сфере развлечений | 17 февраля 2025         | «Лучшие визуальные эффекты»                                              | Пабло Хельман, Джонатан Фоукнер, Дэвид Ширк и Пол Корбоулд                                                                       | Номинация     | [ 87 ]        |
| Ассоциация латиноамериканских журналистов в сфере развлечений | 17 февраля 2025         | «Лучшая работа каскадёров»                                               | «Злая: Сказка о ведьме Запада»                                                                                                   | Номинация     | [ 87 ]        |
| Ассоциация латиноамериканских журналистов в сфере развлечений | 17 февраля 2025         | «Лучшая музыка»                                                          | Джон Пауэлл и Стивен Шварц | Номинация     | [ 87 ]        |
| Cinema Audio Society Awards                                   | 22 февраля 2025         | «Лучшее сведение звука — кинофильм»                                      | Саймон Хейз, Энди Нельсон, Джон Маркиз, Джон Майкл Колдуэлл, Джейсон Оливер, Микел Парагга-Уиллс                                 | Номинация     | [ 88 ] [ 89 ] |
| Премия NAACP Image                                            | 22 февраля 2025         | «Артист года»                                                            | Синтия Эриво | Номинация     | [ 90 ]        |
| Премия NAACP Image                                            | 22 февраля 2025         | «Лучший фильм»                                                           | «Злая: Сказка о ведьме Запада»                                                                                                   | Номинация     | [ 90 ]        |
| Премия NAACP Image                                            | 22 февраля 2025         | «Лучшая актриса в кинофильме»                                            | Синтия Эриво | Номинация     | [ 90 ]        |
| Премия NAACP Image                                            | 22 февраля 2025         | «Лучший актёрский состав в кинофильме»                                   | «Злая: Сказка о ведьме Запада»                                                                                                   | Номинация     | [ 90 ]        |
| Премия NAACP Image                                            | 22 февраля 2025         | «Лучший дизайн костюмов»                                                 | Пол Тейзуэлл | Победа        | [ 90 ]        |
| Премия NAACP Image                                            | 22 февраля 2025         | «Лучший саундтрек или компиляционный альбом»                             | Wicked: The Soundtrack | Победа        | [ 90 ]        |
| Премия Гильдии киноактёров США                                | 23 февраля 2025         | «Лучшая актриса»                                                         | Синтия Эриво | Номинация     | [ 9 ]         |
| Премия Гильдии киноактёров США                                | 23 февраля 2025         | «Лучшая актриса второго плана»                                           | Ариана Гранде | Номинация     | [ 9 ]         |
| Премия Гильдии киноактёров США                                | 23 февраля 2025         | «Лучший актёр второго плана»                                             | Джонатан Бейли | Номинация     | [ 9 ]         |
| Премия Гильдии киноактёров США                                | 23 февраля 2025         | «Лучший актёрский состав»                                                | Джонатан Бейли, Марисса Боде, Питер Динклэйдж, Синтия Эриво, Джефф Голдблюм, Ариана Гранде, Итан Слейтер, Боуэн Янг и Мишель Йео | Номинация     | [ 9 ]         |
| Премия Гильдии киноактёров США                                | 23 февраля 2025         | «Лучший каскадёрский ансамбль»                                           | «Злая: Сказка о ведьме Запада»                                                                                                   | Номинация     | [ 9 ]         |
| Golden Reel Awards                                            | 23 февраля 2025         | «Лучший звуковой монтаж в художественном фильме — диалоги и перезапись»  | Джон Маркиз, Нэнси Ньюджент, Джон Си Стувер, Дэвид Бах                                                                           | Номинация     | [ 91 ]        |
| Golden Reel Awards                                            | 23 февраля 2025         | «Лучший монтаж музыки — кинофильм»                                       | Кэтрин Уилсон, Робин Бэйнтон | Победа        | [ 91 ]        |
| Ассоциация онлайн-кино и телевидения                          | 23 февраля 2025         | «Лучший фильм»                                                           | «Злая: Сказка о ведьме Запада»                                                                                                   | Шестое место  | [ 92 ]        |
| Ассоциация онлайн-кино и телевидения                          | 23 февраля 2025         | «Лучшая актриса»                                                         | Синтия Эриво | Номинация     | [ 92 ]        |
| Ассоциация онлайн-кино и телевидения                          | 23 февраля 2025         | «Лучшая актриса второго плана»                                           | Ариана Гранде | Второе место  | [ 92 ]        |
| Ассоциация онлайн-кино и телевидения                          | 23 февраля 2025         | «Прорыв года: мужская роль»                                              | Джонатан Бейли | Второе место  | [ 92 ]        |
| Ассоциация онлайн-кино и телевидения                          | 23 февраля 2025         | «Лучший актёрский состав»                                                | «Злая: Сказка о ведьме Запада»                                                                                                   | Второе место  | [ 92 ]        |
| Ассоциация онлайн-кино и телевидения                          | 23 февраля 2025         | «Лучший подбор актёров»                                                  | «Злая: Сказка о ведьме Запада»                                                                                                   | Второе место  | [ 92 ]        |
| Ассоциация онлайн-кино и телевидения                          | 23 февраля 2025         | «Лучший режиссёр»                                                        | Джон М. Чу | Номинация     | [ 92 ]        |
| Ассоциация онлайн-кино и телевидения                          | 23 февраля 2025         | «Лучший адаптированный сценарий»                                         | «Злая: Сказка о ведьме Запада»                                                                                                   | Номинация     | [ 92 ]        |
| Ассоциация онлайн-кино и телевидения                          | 23 февраля 2025         | «Лучшая адаптированная песня»                                            | «Defying Gravity» | Победа        | [ 92 ]        |
| Ассоциация онлайн-кино и телевидения                          | 23 февраля 2025         | «Лучшая адаптированная песня»                                            | «Popular» | Номинация     | [ 92 ]        |
| Ассоциация онлайн-кино и телевидения                          | 23 февраля 2025         | «Лучшая операторская работа»                                             | «Злая: Сказка о ведьме Запада»                                                                                                   | Номинация     | [ 92 ]        |
| Ассоциация онлайн-кино и телевидения                          | 23 февраля 2025         | «Лучшая работа художника-постановщика»                                   | «Злая: Сказка о ведьме Запада»                                                                                                   | Победа        | [ 92 ]        |
| Ассоциация онлайн-кино и телевидения                          | 23 февраля 2025         | «Лучший дизайн костюмов»                                                 | «Злая: Сказка о ведьме Запада»                                                                                                   | Победа        | [ 92 ]        |
| Ассоциация онлайн-кино и телевидения                          | 23 февраля 2025         | «Лучший грим и причёски»                                                 | «Злая: Сказка о ведьме Запада»                                                                                                   | Номинация     | [ 92 ]        |
| Ассоциация онлайн-кино и телевидения                          | 23 февраля 2025         | «Лучший звук»                                                            | «Злая: Сказка о ведьме Запада»                                                                                                   | Номинация     | [ 92 ]        |
| Ассоциация онлайн-кино и телевидения                          | 23 февраля 2025         | «Лучшие звуковые эффекты»                                                | «Злая: Сказка о ведьме Запада»                                                                                                   | Номинация     | [ 92 ]        |
| Ассоциация онлайн-кино и телевидения                          | 23 февраля 2025         | «Лучшие визуальные эффекты»                                              | «Злая: Сказка о ведьме Запада»                                                                                                   | Номинация     | [ 92 ]        |
| Ассоциация онлайн-кино и телевидения                          | 23 февраля 2025         | «Лучшие вступительные титры»                                             | «Злая: Сказка о ведьме Запада»                                                                                                   | Номинация     | [ 92 ]        |
| Ассоциация онлайн-кино и телевидения                          | 23 февраля 2025         | «Самый кинематографичный момент»                                         | «Defying Gravity» | Второе место  | [ 92 ]        |
| Ассоциация онлайн-кино и телевидения                          | 23 февраля 2025         | «Лучший трейлер»                                                         | Трейлер № 1 | Второе место  | [ 92 ]        |
| Ассоциация онлайн-кино и телевидения                          | 23 февраля 2025         | «Лучший постер»                                                          | Постер № 2 | Второе место  | [ 92 ]        |
| «Оскар»                                                       | 2 марта 2025            | «Лучший фильм»                                                           | Марк Платт | Номинация     | [ 6 ]         |
| «Оскар»                                                       | 2 марта 2025            | «Лучшая актриса»                                                         | Синтия Эриво | Номинация     | [ 6 ]         |
| «Оскар»                                                       | 2 марта 2025            | «Лучшая актриса второго плана»                                           | Ариана Гранде | Номинация     | [ 6 ]         |
| «Оскар»                                                       | 2 марта 2025            | «Лучший дизайн костюмов»                                                 | Пол Тейзуэлл | Победа        | [ 6 ]         |
| «Оскар»                                                       | 2 марта 2025            | «Лучший монтаж»                                                          | Майрон Керстин | Номинация     | [ 6 ]         |
| «Оскар»                                                       | 2 марта 2025            | «Лучший грим и причёски»                                                 | Фрэнсис Хэннон, Сара Нат и Лора Блаунт                                                                                           | Номинация     | [ 6 ]         |
| «Оскар»                                                       | 2 марта 2025            | «Лучшая работа художника-постановщика»                                   | Нейтан Краули и Ли Сандалес | Победа        | [ 6 ]         |
| «Оскар»                                                       | 2 марта 2025            | «Лучшая музыка к фильму»                                                 | Джон Пауэлл и Стивен Шварц | Номинация     | [ 6 ]         |
| «Оскар»                                                       | 2 марта 2025            | «Лучший звук»                                                            | Нэнси Ньюджент Тайтл, Джон Маркиз, Джек Долмен, Энди Нельсон и Саймон Хейз                                                       | Номинация     | [ 6 ]         |
| «Оскар»                                                       | 2 марта 2025            | «Лучшие визуальные эффекты»                                              | Пабло Хельман, Джонатан Фоукнер, Пол Корбоулд и Дэвид Ширк                                                                       | Номинация     | [ 6 ]         |
| Премия Американской ассоциации монтажёров                     | 14 марта 2025           | «Лучший монтаж полнометражного фильма — комедия или мюзикл»              | Майрон Керстин | Победа        | [ 93 ]        |
| iHeartRadio Music Awards                                      | 17 марта 2025           | «Любимый саундтрек»                                                      | Wicked: The Soundtrack | Победа        | [ 94 ]        |

## Мировые рекорды
| Издание                   | Год  | Мировой рекорд                                        | Рекордсмен                     | Статус | Прим.  |
| ------------------------- | ---- | ----------------------------------------------------- | ------------------------------ | ------ | ------ |
| «Книга рекордов Гиннесса» | 2025 | «Самый кассовый фильм, основанный на сценическом шоу» | «Злая: Сказка о ведьме Запада» | Рекорд | [ 95 ] |

## Комментарии
1. ↑  В титрах указана под своим полным именем — «Ариана Гранде-Бутера»[3].
2. ↑  Даты вручения наград и проставления номинаций указаны в хронологическом порядке.
3. ↑  У данной премии нет одного конкретного лауреата, награда присуждается сразу нескольким фильмам.
4. ↑  Разделила награду с Зои Салданой (за роль в фильме «Эмилия Перес»).
5. ↑  Разделила награду с Изабеллой Росселлини (за роль в фильме «Конклав»).